# 木村寛
木村 寛（きむら ひろし）は、日本のアニメ演出家、アニメ監督。群馬県出身。株式会社ぶりおアニメーション代表取締役。

## 経歴
子供の頃からアニメが好きで、アニメの影響から学生時代は野球、テニス、F1鑑賞、料理に励んでいた。19歳の時に『新世紀エヴァンゲリオン』を見てアニメ業界に入る決意をし、1998年5月から葦プロダクションへ入社。制作進行、デスク等を務め1999年10月からフリーランスの演出家となる。2012年からアニメ監督を中心に活動。2017年4月、株式会社ぶりおアニメーションを設立。アニメ監督、演出、制作、作画業務を基盤にアニメ原作、アニメ演出、声優の講師、アニメを使った新しいコンテンツ作成中。『和の心を持って、好きな人と楽しくアニメを創っていく』をモットーに掲げる。2017年から声優志望者・新人声優向けに声優ワークショップを開講。

## 参加作品

### テレビアニメ
1998年
- ビーストウォーズII 超生命体トランスフォーマー（1998年 - 1999年、制作進行）
- アキハバラ電脳組（制作進行）

1999年
- 魔術士オーフェン Revenge（1999年 - 2000年、演出）

2000年
- 無敵王トライゼノン（2000年 - 2001年、演出）

2001年
- シスター♥プリンセス（演出）
- チャンス〜トライアングルセッション〜（演出）
- シャーマンキング（2001年 - 2002年、演出）
- 星のカービィ（2001年 - 2003年、演出）

2002年
- 炎の蜃気楼（演出）
- ロックマンエグゼ（2002年 - 2003年、絵コンテ・演出）
- ちょびっツ（演出）
- 電光超特急ヒカリアン（2002年 - 2003年、演出）
- NARUTO -ナルト-（2002年 - 2007年、絵コンテ・演出）
- 真・女神転生Dチルドレン ライト&ダーク（2002年 - 2003年、演出）
- ギャラクシーエンジェルA（2002年 - 2003年、演出）
- 超重神グラヴィオン（演出）
- 灰羽連盟（演出）
- バロム・1（2002年 - 2003年、演出）

2003年
- ソニックX（演出）
- DEAR BOYS（絵コンテ・演出）
- グリーングリーン（演出）
- 君が望む永遠（2003年 - 2004年、演出）
- ガングレイヴ（2003年 - 2004年、演出）
- クロノクルセイド（2003年 - 2004年、演出）

2004年
- 恋風（演出）
- 頭文字D Fourth Stage（2004年 - 2006年、絵コンテ・演出）

2005年
- ローゼンメイデン トロイメント（2004年 - 2006年、演出）

2006年
- うたわれるもの（演出）
- Project BLUE 地球SOS（演出）
- 奏光のストレイン（2006年 - 2007年、演出）

2007年
- 恋する天使アンジェリーク ～かがやきの明日～（助監督・演出）
- GR-GIANT ROBO-（演出）
- 湾岸ミッドナイト（2007年 - 2008年、絵コンテ・演出）
- NARUTO -ナルト- 疾風伝（2007年 - 2017年、絵コンテ・演出）

2008年
- 君が主で執事が俺で（絵コンテ・演出）

2009年
- アラド戦記〜スラップアップパーティー〜（演出）
- メタルファイト ベイブレード（2009年 - 2010年、演出）
- 咲-Saki-（絵コンテ・演出）
- FAIRY TAIL（2009年 - 2013年、演出）

2010年
- ダンス イン ザ ヴァンパイアバンド（演出）
- GIANT KILLING（演出）

2011年
- 森田さんは無口。（演出）
- 魔乳秘剣帖（演出）
- 森田さんは無口。2（演出）

2012年
- リコーダーとランドセル ド♪（監督・絵コンテ・演出）
- ダンボール戦機W（2012年 - 2013年、絵コンテ）
- リコーダーとランドセル レ♪（監督・絵コンテ・演出）
- はいたい七葉（監督・絵コンテ・演出・ED演出）

2013年
- はいたい七葉（第2期、監督・絵コンテ・演出）

2014年
- ハマトラ（シリーズディレクター・演出・ED絵コンテ・ED演出）
- RAIL WARS!（演出）
- ベイビーステップ（絵コンテ）
- ソードアート・オンラインII（演出）

2015年
- みりたり!（監督・脚本・絵コンテ・演出）
- だんちがい（監督・シナリオ・絵コンテ・演出）

2016年
- 一人之下 the outcast（チーフ演出・OP演出）
- カードファイト!! ヴァンガードG NEXT（演出）
- ナゾトキネ（演出、音響演出、編集）

2017年
- 無責任ギャラクシー☆タイラー（監督・脚本・絵コンテ・演出）

2018年
- デュエル・マスターズ (絵コンテ、演出）
- 七つの大罪 戒めの復活（絵コンテ、演出）
- レディスポ（監督・シリーズ構成・絵コンテ）

2019年
- ソードアート・オンライン アリシゼーション（演出）
- 魔王様、リトライ!（監督・絵コンテ・演出）
- ソードアート・オンライン アリシゼーション War of Underworld（絵コンテ・演出）

2020年
- Fate/Grand Order -絶対魔獣戦線バビロニア-（演出）
- ＜Infinite Dendrogram＞-インフィニット・デンドログラム-（演出）
- 啄木鳥探偵處（絵コンテ・演出）
- ジビエート（演出）
- ピーター・グリルと賢者の時間（演出）
- 魔女の旅々（絵コンテ・演出）

2021年
- はたらく細胞BLACK（演出）
- オルタンシア・サーガ（演出）

2022年
- ちいかわ（演出）
- トライブナイン（演出）
- ラブオールプレー（演出）

2024年
- 月刊モー想科学（演出）
- リンカイ!（演出）

2025年
- 彼女、お借りします（演出）

### OVA
2004年
- アカネマニアックス〜流れ星伝説剛田〜（2004年 - 2005年、演出）
- くじびきアンバランス（2004年 - 2005年、演出）

2005年
- もけもけ大正電動娘 ARISA（演出）※18禁

2008年
- 頭文字D Extra Stage 2 〜旅立ちのグリーン〜（演出）

2012年
- 萌えCanちぇんじ!〜ゼロストーリー〜（演出）
- クリムゾンガールズ〜痴漢支配〜（監督・絵コンテ・演出）※18禁、総監督：クリムゾン

2013年
- 魔法少女えれな Vol.03（監督・絵コンテ）※18禁
- てにおはっ!〜女の子だってホントはえっちだよ?〜（2013年 - 2014年、監督・絵コンテ）※18禁

2022年
- 搾精病棟 THE ANIMATION 第2巻 ～クロカワ編～（絵コンテ・おちいしーたかと連名）※18禁

### Webアニメ
- 聖闘士星矢: Knights of the Zodiac（2019年、演出）

### ゲーム
- ワールド オブ ファイナルファンタジー（2016年、アニメ、監督・演出）

### ボイスドラマ
- NaGoMi（2020年、原作・監督）